# Begonia napoensis
Begonia napoensis é uma espécie de Begonia, nativa do Equador.